# Arborio
Arborio (piemontesisch: Arbeu) ist eine Gemeinde in der italienischen Provinz Vercelli (VC) der Region Piemont.

## Lage und Einwohner
Arborio liegt knapp 22 km nördlich von der ProvinzhauptstadtVercelli an der Sesia. Das Gemeindegebiet umfasst eine Fläche von 23 km² und hat 839 Einwohner (Stand 31. Dezember 2023).
Die Nachbargemeinden sind Ghislarengo, Greggio, Landiona, Recetto, Rovasenda, San Giacomo Vercellese, Sillavengo, Vicolungo und Villarboit. 

## Geschichte

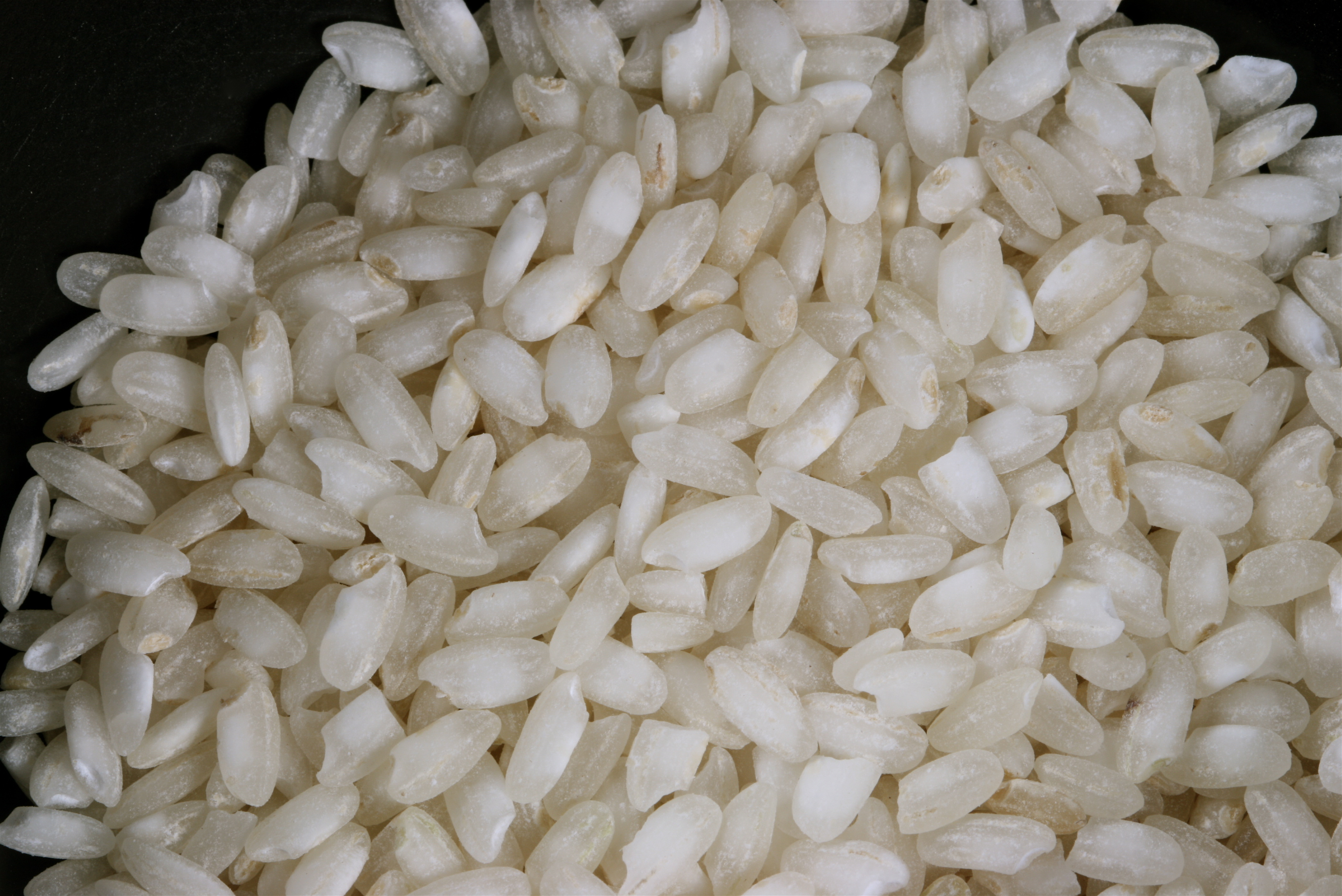
Arborio Reis

999 wurde Arborio das erste Mal erwähnt. Zwischen 1879 und 1933 hatte Arborio eine Haltestelle an der 47,9 km langen Straßenbahnlinie von Vercelli nach Aranco, das zur Gemeinde Borgosesia gehört.

## Wirtschaft
Sie ist namengebend für den in der Gegend angebauten Arborio-Reis, der neben Carnaroli und Vialone bekanntesten italienischen Reissorte. Neben dem Reis werden in Arborio Textilien, Kleidung, Ziegeln und Keramik produziert.